# Knud Thorbjørnsen
Knud Thorbjørnsen (23. marts 1941 - 30. marts 2001), også omtalt som Knud Mangepenge, var en dansk koncertarrangør. Han arrangerede The Beatles' eneste koncert i Danmark og stod også bag en række andre store internationale kunstneres optræden i Danmark. Han var desuden manager for Gasolin' og Shu-bi-dua.

## Karriere
Han blev uddannet herreekviperingshandler i Odense, men opgav hurtigt dette for at flytte til København og arrangere koncerter.
I 1964 fik han sin første store succes, da han, sammen med sin kompagnon Niels Wenkens, fik arrangeret den første og eneste koncert, som The Beatles gav i Danmark, hvilket foregik i K.B. Hallen den 4. juni. I 1965 fik han også The Rolling Stones til Danmark. Han var også den første, der fik kunstnere som Bob Dylan, Led Zeppelin, Janis Joplin, Frank Zappa og Liza Minelli til Danmark. Gruppen ophørte deres samarbejde i midten af 1980'erne.
Frem til 1976 var han partner med Anders Stefansen i firmaet, men herefter fortsatte han alene i selskabet, indtil det blev erklæret konkurs i 1995.
I 1970 var han producer på filmen Stille dage i Clichy.
I 1977 blev han meddirektør for Cirkusrevyen på Dyrehavsbakken.
Han var koncertarrangør for Gasolin' og Shu-bi-dua i 1970'erne. Ifølge adskillige medlemmer af Shu-bi-dua, så faldt det ikke i god jord hos Gasolin', at han også blev deres manager, og de omtalte konsekvent hinanden for "det andet orkester". Med vilje sørgede han for aldrig at booke dobbeltkoncerter med de to bands, der i slutningen af 1970'erne var blandt landets mest populære orkestre, da han mente de kunne tjene mere på at sælge billetter til to forskellige koncerter. Hans aftale med Shu-bi-dua indebar, at Thorbjørnsen stod for alt lejede spillesteder, koncertsale og sørgede for PR mv., mens bandet sørgede for deres sceneshow og det kreative i den proces.
Han arrangerede også turneer med Den Kongelige Ballet og kunstudstillinger med Asger Jorn.
Han flyttede til Spanien i 1983 og levede der i flere år. I 1989 forsøgte han at arrangere en række koncerter med Frank Sinatra i Danmark, men da dette mislykkedes blev hans karriere som koncertarrangør de facto indstillet.

## Privatliv
En overgang i 1970'erne dannede han par med Birthe Kjær, men forholdet stoppede, da Thorbjørnsen efter Kjærs udtalelse "ikke kunne holde fingrene fra andre kvinder. De var dog venner frem til Thorbjørnsens død.
Knud Thorbjørnsen blev gift med Helen Thorbjørnsen 26. januar 1963, og sammen fik de tre børn. De blev skilt i 1972, men Knud havde fortsat et værelse i huset.[kilde mangler]
Thorbjørnsen døde den 30. marts 2001 af kræft efter kort tids sygdom. Han blev begravet ved Jersie Kirke ved Køge.